# Ascension oblique
Pour les articles homonymes, voir Ascension.
En astronomie, l'ascension oblique d'un astre, notée AO, est l'arc d'équateur compris entre le commencement du Bélier (point vernal) et le point de l'équateur qui se lève en même temps que l'astre.

## Ascension oblique et ascension droite
L'ascension oblique et l'ascension droite ont la même origine : le point vernal et toutes les deux mesurent un arc de l'équateur céleste depuis cette origine.

## Différence ascensionnelle
La différence entre l'ascension droite et l'ascension oblique s'appelle différence ascensionnelle ; c'est l'arc de l’équateur compris entre la section du Méridien, qui passe par le centre de l'astre et le point de l’équateur qui se lève avec l'astre. Corollaire : la différence ascensionnelle du Soleil fournit un moyen abrégé de calculer l'arc semi-diurne, quand on veut négliger la réfraction et la parallaxe. Convertie en temps (à raison de quinze degrés par heure) elle est l'intervalle de temps entre 6 heures du matin et son lever, ou entre 6 heures du soir et son coucher. 
Son calcul revient à résoudre un triangle sphérique, en utilisant le système d'équations fournies par les équations de changement de système de coordonnées, pour passer du système de coordonnées horaires au système de coordonnées horizontales. 
[avec H = angle horaire, φ la latitude du lieu considéré, δ la déclinaison horaire et h la hauteur.]
L'équation : sin(h) = cos(φ).cos(δ).cos(H) + sin(φ).sin(δ) 
devient au lever du Soleil ( δ = 0)
cos(H) = -tan(φ).tan(δ). 
Or comme la différence ascensionnelle est le complément à 90° de H (ou son supplément), il vient :
sin(différence ascensionnelle) = -tan(φ)tan(δ) (le signe est à adapter)

## Mesure
L'ascension oblique se mesure, comme l'ascension droite en heures minutes et secondes une heure étant équivalente à 360/24 soient 15 degrés.